# Administrativní dělení Guyany

Regiony Guyany

Guyana je rozdělena do 10 regionů. Každý region je spravován Regionální demokratickou radou (Regional Democratic Council, RDC) Regiony jsou rozděleny do 65 okresů nazývaných „neighbourhood councils“.

## Přehled území
|    | Region                          | Správní středisko | Rozloha (km²) | Populace (rok 2012) | Hustota osídlení (obyv./km²) | Kód ISO |
| -- | ------------------------------- | ----------------- | ------------- | ------------------- | ---------------------------- | ------- |
| 1  | Barima-Waini                    | Mabaruma          | 20 339        | 27 643              | 1.36                         | GY-BA   |
| 2  | Pomeroon-Supenaam               | Anna Regina       | 6 195         | 46 810              | 7.55                         | GY-PM   |
| 3  | Essequibo Islands-West Demerara | Vreed no Hoop     | 3 755         | 107 785             | 28.70                        | GY-ES   |
| 4  | Demerara-Mahaica                | Georgetown        | 2 232         | 311 563             | 139.60                       | GY-DE   |
| 5  | Mahaica-Berbice                 | Fort Wellington   | 4 190         | 49 820              | 11.89                        | GY-MA   |
| 6  | East Berbice-Corentyne          | New Amsterdam     | 36 234        | 109 652             | 3.03                         | GY-EB   |
| 7  | Cuyuni-Mazaruni                 | Bartica           | 47 213        | 18 375              | 0.39                         | GY-CU   |
| 8  | Potaro-Siparuni                 | Mahdia            | 20 051        | 11 077              | 0.55                         | GY-PT   |
| 9  | Upper Takutu-Upper Essequibo    | Lethem            | 57 750        | 24 238              | 0.42                         | GY-UT   |
| 10 | Upper Demerara-Berbice          | Linden            | 17 040        | 39 992              | 2.35                         | GY-UD   |
|    | Guyana                          | Georgetown        | 214 999       | 746 955             | 3.47                         |         |